# Promozione Marche 1970-1971
Nella stagione 1970-1971 la Promozione era il quinto livello del calcio italiano (il massimo livello regionale). Qui vi sono le statistiche relative al campionato in Marche.
Il campionato è strutturato in vari gironi all'italiana su base regionale, gestiti dai Comitati Regionali di competenza. Promozioni alla categoria superiore e retrocessioni in quella inferiore non erano sempre omogenee; erano quantificate all'inizio del campionato dal Comitato Regionale secondo le direttive stabilite dalla Lega Nazionale Dilettanti, ma flessibili, in relazione al numero delle società retrocesse dal Campionato Interregionale e perciò, a seconda delle varie situazioni regionali, la fine del campionato poteva avere degli spareggi sia di promozione che di retrocessione.

## Squadre partecipanti
| Squadra                   | Città                      | Stagione precedente |
| ------------------------- | -------------------------- | ------------------- |
| A.S. Biagio Nazzaro       | Chiaravalle (AN)           |                     |
| G.S. Castelfidardo        | Castelfidardo (AN)         |                     |
| A.S. Cupramontana         | Cupramontana (AN)          |                     |
| A.S. Cuprense             | Cupra Marittima (AP)       |                     |
| A.S. Falconarese          | Falconara Marittima (AN)   |                     |
| U.S. Fermignanese         | Fermignano (PS)            |                     |
| S.S. Forsempronese        | Fossombrone (PS)           |                     |
| U.S. Fortitudo Fabrianese | Fabriano (AN)              |                     |
| U.S. Metaurense           | Calcinelli di Saltara (PS) |                     |
| U.S. Osimana              | Osimo (AN)                 |                     |
| S.S. Portorecanati        | Porto Recanati (MC)        |                     |
| U.S. Recanatese           | Recanati (MC)              |                     |
| A.S. San Crispino         | Porto Sant'Elpidio (AP)    |                     |
| U.S. Tolentino            | Tolentino (MC)             |                     |
| A.S. Urbino               | Urbino                     |                     |
| U.S. Vigor Senigallia     | Senigallia (AN)            |                     |

## Classifica finale
|  | Pos. | Squadra              | Pt | G  | V  | N  | P  | GF | GS | DR  |
|  | ---- | -------------------- | -- | -- | -- | -- | -- | -- | -- | --- |
|  | 1.   | Fortitudo Fabrianese | 45 | 30 | 17 | 11 | 2  | 39 | 19 | +20 |
|  | 2.   | Falconarese          | 43 | 30 | 16 | 11 | 3  | 36 | 15 | +21 |
|  | 3.   | Urbino               | 42 | 30 | 15 | 12 | 3  | 34 | 17 | +17 |
|  | 4.   | Vigor Senigallia     | 41 | 30 | 15 | 11 | 4  | 44 | 15 | +29 |
|  | 5.   | Cupramontana         | 39 | 30 | 13 | 13 | 4  | 35 | 19 | +16 |
|  | 6.   | Castelfidardo        | 34 | 30 | 11 | 12 | 7  | 38 | 25 | +13 |
|  | 7.   | Metaurense           | 30 | 30 | 11 | 8  | 11 | 39 | 40 | -1  |
|  | 8.   | Biagio Nazzaro       | 29 | 30 | 7  | 15 | 8  | 25 | 28 | -3  |
|  | 9.   | Tolentino            | 28 | 30 | 8  | 12 | 10 | 27 | 31 | -4  |
|  | 10.  | Recanatese           | 27 | 30 | 7  | 13 | 10 | 27 | 28 | -1  |
|  | 11.  | Forsempronese        | 26 | 30 | 8  | 10 | 12 | 27 | 36 | -9  |
|  | 12.  | Portorecanati        | 26 | 30 | 8  | 10 | 12 | 34 | 35 | -1  |
|  | 13.  | Osimana              | 26 | 30 | 8  | 10 | 12 | 34 | 36 | -2  |
|  | 14.  | Fermignanese         | 21 | 30 | 9  | 3  | 18 | 21 | 32 | -11 |
|  | 15.  | Cuprense             | 14 | 30 | 5  | 4  | 21 | 20 | 44 | -24 |
|  | 16.  | San Crispino         | 9  | 30 | 2  | 5  | 23 | 13 | 73 | -58 |

Legenda:
      Promosso in Serie D 1971-1972.
      Retrocesso in Prima Categoria.
Regolamento:
Due punti a vittoria, uno a pareggio, zero a sconfitta.
In caso di arrivo di due o più squadre a pari punti in zona retrocessione, le retrocessioni sarebbero state decise utilizzando la differenza reti generale.
Pari merito in caso di pari punti per le squadre non in zona promozione.